# Misiune în țara sfântă
Misiune în țara sfântă (în engleză The Body) este un film din 2001 scris și regizat de Jonas McCord. Este bazat pe romanul cu același nume (The Body) din 1983 al lui Richard Sapir. În rolurile principale au interpretat actorii Antonio Banderas, Olivia Williams, Jason Flemyng, Lillian Lux, John Wood și Derek Jacobi. Este o coproducție americană-israeliană-germană, filmată la Ierusalim și Tel Aviv.
Intriga îl urmează pe părintele Matt Gutierrez (Banderas), un preot iezuit trimis de Vatican să investigheze o descoperire arheologică a doctorului Sharon Golban (Williams) despre care se suspectează că sunt rămășițele trupului lui Iisus Hristos. Această descoperire pune la încercare credința lui Gutierrez și îndoielile sale, totul într-o confruntare constantă cu opiniile științifice ale lui Golban și stârnește tensiuni politice între Palestina și Israel, afectând totodată bazele creștinismului însuși.
Filmul a fost lansat la 20 aprilie 2001 de către TriStar Pictures și a avut recenzii critice mixte.

## Distribuție
- Antonio Banderas - Părintele Matt Gutierrez
- Olivia Williams - Dr. Sharon Golban
- Jason Flemyng - Părintele Walter Winstead
- John Shrapnel - Moshe Cohen
- Derek Jacobi - Părintele Lavelle
- Lillian Lux - Mrs. kahn
- John Wood - Cardinal Pesci
- Mohammed Bakri - Abu Yusef
- Makram Khoury - Nasir Hamid
- Sami Samir - Ahmed
- Vernon Dobtcheff - Monsignore
- Jordan Licht - Dorene Golban
- Limor Goldstein - Galic
- Ariel Horowitz - Reb Nechtal
- Arieh Elias - Fahri
- John Glover - Street Performer